# 유리딘 이인산 포도당
유리딘 이인산 포도당(영어: uridine diphosphate glucose) 또는 UDP-포도당은 당뉴클레오타이드의 한 종류이다. 유리딘 이인산 포도당은 물질대사에서 글리코실트랜스퍼레이스가 촉매하는 반응에 관여한다.

## 기능
UDP-포도당은 당뉴클레오타이드 대사에서 포도당의 활성화된 형태로 사용된다. UDP-포도당은 글루코실트랜스퍼레이스의 기질이다.
UDP-포도당은 글리코젠의 전구물질로 UDP-갈락토스 및 UDP-글루쿠론산으로 전환될 수 있으며, 갈락토스 및 글루쿠론산을 함유하는 다당류를 만드는 효소에 의해 기질로 사용될 수 있다.
UDP-포도당은 또한 수크로스, 지질다당류, 당스핑고지질의 전구물질로 사용될 수 있다.

## 구성 성분
UDP-포도당은 포도당, 피로인산, 5탄당인 리보스, 핵염기인 유라실로 구성되어 있다.

## 같이 보기
- DNA
- RNA
- 뉴클레오사이드
- 뉴클레오타이드
- 올리고뉴클레오타이드
- TDP-포도당
- 유라실
- 유리딘 이인산